# Chionaema fugax
Cyana puella là một loài bướm đêm thuộc phân họ Arctiinae, họ Erebidae.